# Huabiao Awards
Gli Huabiao Awards (华表奖) sono premi assegnati al cinema cinese nell'ambito di una cerimonia annuale. Il nome deriva dalle tradizionali colonne decorative alate (huabiao).
I premi Huabiao sono stati istituiti nel 1957 come "Premi per l'eccellenza nei film del Ministero della cultura". Tra il 1958 e il 1979 la cerimonia non ha avuto luogo ed i premi non sono stati assegnati. Nel 1994 i premi sono stati rinominati "Huabiao". La cerimonia si svolge a Pechino.
A differenza di quanto accade in altri concorsi cinematografici, i premi Huabiao per singole categorie sono spesso conferiti anche a più candidati.

## Edizioni
- Huabiao Awards 1957
- Huabiao Awards 1979
- Huabiao Awards 1980
- Huabiao Awards 1981
- Huabiao Awards 1982
- Huabiao Awards 1983
- Huabiao Awards 1984
- Huabiao Awards 1985
- Huabiao Awards 1986
- Huabiao Awards 1987
- Huabiao Awards 1988
- Huabiao Awards 1989

- Huabiao Awards 1990
- Huabiao Awards 1991
- Huabiao Awards 1992
- Huabiao Awards 1993
- Huabiao Awards 1994
- Huabiao Awards 1995
- Huabiao Awards 1996
- Huabiao Awards 1997
- Huabiao Awards 1998
- Huabiao Awards 1999
- Huabiao Awards 2000

- Huabiao Awards 2001
- Huabiao Awards 2002
- Huabiao Awards 2003
- Huabiao Awards 2004
- Huabiao Awards 2005
- Huabiao Awards 2006
- Huabiao Awards 2007
- Huabiao Awards 2008
- Huabiao Awards 2009
- Huabiao Awards 2010
- Huabiao Awards 2011